# 당진소방서
당진소방서(唐津消防署, Dangjin Fire Station)는 충청남도 당진시를 관할하는 충청남도 소방본부 산하의 소방서이다.
소방서장은 소방정으로 보한다.

## 조직
| - 소방행정과 - 소방행정팀 - 예산장비팀 | - 화재대책과 - 화재구조팀 - 예방교육팀 - 소방민원 | - 현장대응단 - 구급팀 - 현장대응조사팀 - 진압대 - 구조구급대 |

## 관할센터 및 관할구역
당진소방서는 1개의 현장대응단과 6개의 119안전센터, 1개의 소방정대를 산하에 두고 있다.
| 명칭                | 사진 | 주소                     | 관할구역                                       | 지역대                        |
| ------------------- | ---- | ------------------------ | ---------------------------------------------- | ----------------------------- |
| 현장대응단          |      | 역천로 838               | 당진1·2동, 정미면, 대호지면, 당진3동 일부      | 정미119지역대 대호지119지역대 |
| 당진119안전센터     |      | 역천로 838               | 당진1·2동, 정미면, 대호지면, 당진3동 일부      | 정미119지역대 대호지119지역대 |
| 합덕119안전센터     |      | 우강면 중방로 2          | 합덕읍, 면천면                                 | 면천119지역대                 |
| 송악119안전센터     |      | 송악읍 송악로 1019       | 송악읍 일부                                    | 송악119지역대                 |
| 석문119안전센터     |      | 석문면 보덕포로 1069-21  | 석문면, 고대면                                 | 고대119지역대                 |
| 신평119안전센터     |      | 신평면 신평길 138        | 신평면, 우강면                                 | 우강119지역대                 |
| 기지시119안전센터   |      | 송악읍 틀모시로 844      | 순성면, 당진3동 일부, 송악읍 일부, 송산면 일부 | 순성119지역대 송산119지역대   |
| 당진소방서 소방정대 |      | 송악읍 고대공단2길 79-25 | 충청남도 해안 전역                             |                               |

## 같이 보기
- 대한민국 소방청
- 대한민국의 소방
- 소방관 계급